# En el futuro
En el futuro (En el futuro) è un documentario del 2010 diretto da Mauro Andrizzi.
Il film è stato presentato in concorso alla 67ª Mostra internazionale d'arte cinematografica di Venezia, dove ha vinto il Queer Lion 2010.